# Agalliopsis vittata
Agalliopsis vittata är en insektsart som beskrevs av Rauno E. Linnavuori och Delong 1979. Agalliopsis vittata ingår i släktet Agalliopsis och familjen dvärgstritar. Inga underarter finns listade i Catalogue of Life.